# اسلام در تانزانیا
اسلام در تانزانیا دومین دین بزرگ این کشور پس از مسیحیت است. بر اساس برآورد سال ۲۰۲۰ توسط مرکز تحقیقاتی پیو، مسلمانان ۳۴٫۱٪ از کل جمعیت را تشکیل می‌دهند. طبق ARDA در سال ۲۰۲۰ ۵۵.۳٪ درصد جمیعت تانزانیا مسیحی هست، ۳۱.۵٪ مسلمان و ۱۱.۳٪ به دین های سنتی افریقا اعتقاد دارن. طبق ARDA اکثریت مسلمانان تانزانیا سنی هستن با یه اقلیت کوچک شیعه.  اسلام در این کشور توسط بازرگانانی معرفی شد، زیرا بنادر آن به شبکه تجارت دریایی بزرگ تحت سلطه مسلمانان متصل شده بود. این امر منجر به گرایش محلی و جذب مسلمانان خارجی شد و در نهایت باعث تشکیل چندین نهاد سیاسی رسمی مسلمان در منطقه گردید.
در تانزانیا، جوامع مسلمان در نواحی ساحلی متمرکز شده‌اند و بخش اعظمی از مسلمانان نیز در نواحی شهری، به‌ویژه در امتداد مسیرهای کاروان‌های سابق، متمرکز هستند. بیش از ۹۹ درصد از جمعیت مجمع الجزایر زنگبار مسلمان هستند. بزرگترین گروه مسلمانان در تانزانیا مسلمانان سنی هستند و اقلیت‌های قابل توجهی از شیعه و احمدیه را نیز دارند. بر اساس تحقیقات مرکز تحقیقات پیو که در سال ۲۰۱۲ انجام شد، ۴۰ درصد از جمعیت مسلمان تانزانیا سنی، ۲۰ درصد شیعه و ۱۵ درصد احمدیه هستند، اکثریت شیعیان در تانزانیا اسیایی/هندی تبار هستن. علاوه بر این، زیرمجموعه کوچکتری از پیروان اباضیه و همچنین مسلمانان غیر مذهبی هستند.

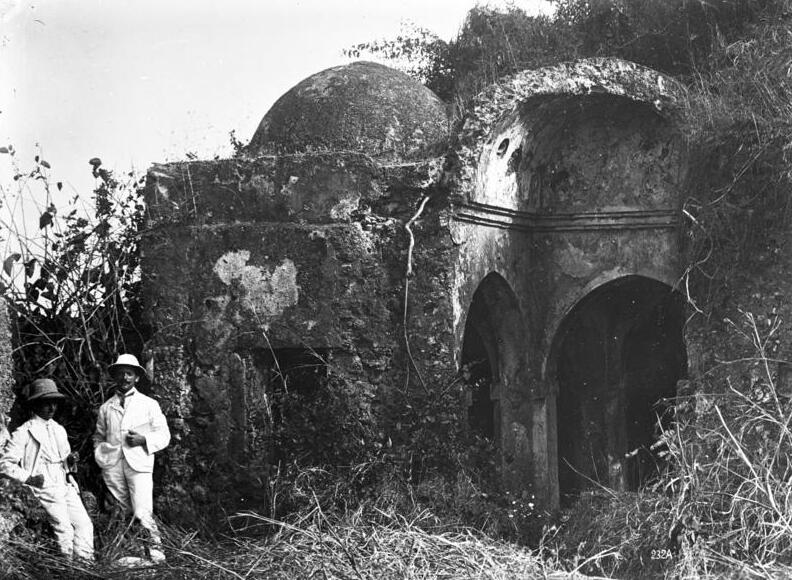
مسجد بزرگ کیلوا یکی از اولین مساجد باقی مانده در دریاچه‌های بزرگ آفریقا است.

اولین شواهد حضور مسلمانان در دریاچه‌های بزرگ آفریقا، پایه‌گذاری مسجدی در شانگا در جزیره پاته است که در آن سکه‌های طلا، نقره و مس مربوط به سال ۸۳۰ در حفاری در دهه ۱۹۸۰ یافت شد. قدیمی‌ترین مسجد فعال مسجد کیزیمکازی است که قدمت آن به قرن یازدهم یا اوایل قرن دوازدهم بازمی‌گردد.
تاریخ سیاسی اسلام در این کشور را می‌توان به تأسیس سلطنت کیلوا در قرن دهم میلادی توسط علی بن الحسن شیرازی شاهزاده ایرانی شیراز جستجو کرد. اسلام عمدتاً از طریق فعالیت‌های تجاری در امتداد سواحل آفریقای شرقی گسترش یافت و تا قرن شانزدهم، اسلام به‌طور محکم در این منطقه مستقر شد.
در حدود قرن نوزدهم، مسیرهای تجاری بین داخل تانزانیا و سواحل سواحیلی تأثیر فرهنگ و مذهب سواحیلی را تشدید کرد. علیرغم اهمیت تجارت، گسترش اسلام در داخل کشور عمدتاً توسط مبلغان صوفی، مردم محلی مسلمان شده که از ساحل بازگشته بودند و سران مسلمان در طول دوره استعمار تسهیل شد.
فرقه‌های صوفی مانند قادریه و شادلیه در طول قرن نوزدهم و اوایل قرن بیستم گسترش یافتند و اسلام را در داخل این کشور تثبیت کردند. در طول مبارزه برای استقلال تانزانیا در اواسط قرن بیستم، مسلمانان این کشور از این جنبش حمایت کردند.